# Аудиторио-де-Тенерифе
Аудиторио-де-Тенерифе (исп. Auditorio de Tenerife) — одно из самых известных и узнаваемых зданий в Испании, символ города Санта-Крус-де-Тенерифе и одна из главных достопримечательностей Канарских островов. Опера считается одним из самых значительных произведений современной архитектуры. Построена в 2003 году. Работа Сантьяго Калатравы.
В марте 2008 года был выпущен набор почтовых марок с изображением шести необычных строений Испании, в число которых вошёл концертный зал Аудиторио-де-Тенерифе.

## История
Идея «здания — перфоманса» в столице Тенерифе возникла ещё в 1970-х годах. В 1990-х задумка воплотилась в проект, который стал реализовываться в старом промышленном районе Санта-Крус-де-Тенерифе. Грандиозная стройка, возведение необычных конструкций выглядели чарующе. Например, одна только крыша достигает в длину 100 метров и весит 350 тонн. В то время каждый раз въезжая в столицу, первое, на что многие обращали внимание, это фигурки рабочих, карабкающихся по покатой вершине, словно маленькие пчёлы.
В 2003 году Аудиторио было сдано в эксплуатацию. Сегодня во всем мире его признают значительным достижением постмодернизма. Смелый проект знаменитого испанского архитектора и инженера Сантьяго Калатрава оказался удачной игрой объёмов и кривых линий, пропорций и фактур.

## Здание

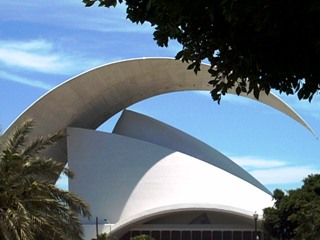
Аудиторио-де-Тенерифе

Здание Аудиторио-де-Тенерифе расположено в центре города, неподалёку от Морского парка Сезара Манрике и городского порта. Другими соседями Аудиторио являются башни-близнецы Торрес-де-Санта-Крус, Замок Святого Иоанна Крестителя. Рядом расположена трамвайная станция.
Площадь участка, занимаемого зданием, составляет 23 000 м², из которых 6471 м² приходится на собственно концертные залы. Основной зал — «Симфония» — имеет 1616 посадочных мест и сцену шириной 16,5 и глубиной 14 метров. Зал оборудован органом (72 регистра, 3835 труб). Второй — камерный зал — рассчитан на 424 места.
Войти в холл оперы можно сразу с двух сторон здания. Аудиторио-де-Тенерифе снабжён двумя террасами с видом на море.

### Внешние части здания
- Trade Winds Plaza: 16 289 м²
- Атлантическая терраса: 400 м²
- Городская терраса: 350 м²

### Внутренние помещения
- Симфонический зал
- Камерный зал
- Холл
- Портовая и замковая галереи

## Использование

### Культурная программа
В стенах Аудиторио-де-Тенерифе регулярно проходят такие культурные мероприятия, как «Тенерифе-Данса» (исп. Tenerife Danza), «Атлантик-Джаз» (англ. Atlantic Jazz), «Мировая музыка» и «Великие исполнители» в дополнение к выступлениям симфонического оркестра Тенерифе, к оперному фестивалю и др.

### Другие события
Время от времени помещения Аудиторио используются для проведения различных конгрессов, конференций, а также для показа фильмов.

### Открытие
Здание оперы официально было открыто 26 сентября 2003 года наследником испанского престола Фелипе. Церемония открытия широко освещалась в мировых СМИ.

### Вручение премии радиоканала Cadena Dial
С 2007 года в Аудиторио-де-Тенерифе проводится церемония вручения премии Cadena Dial Awards.

## Смена названия
28 января 2011 года Островной Совет Тенерифе принял решение о переименовании здания; ему было присвоено новое название — Аудиторио-де-Тенерифе им. Адана Мартина в честь бывшего президента Канарских островов Адана Мартина Менеса.

## Фотогалерея

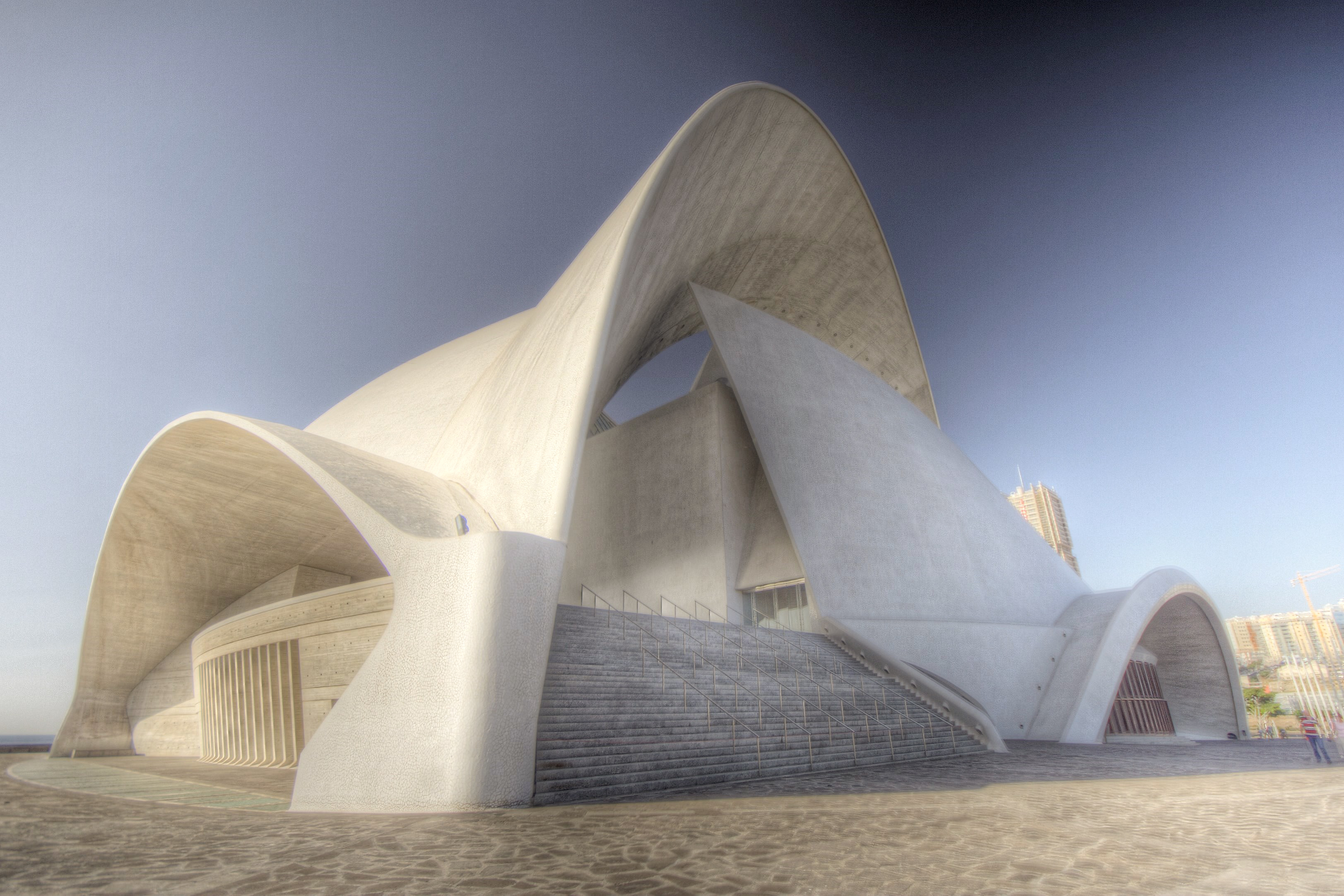
Вид здания сзади.
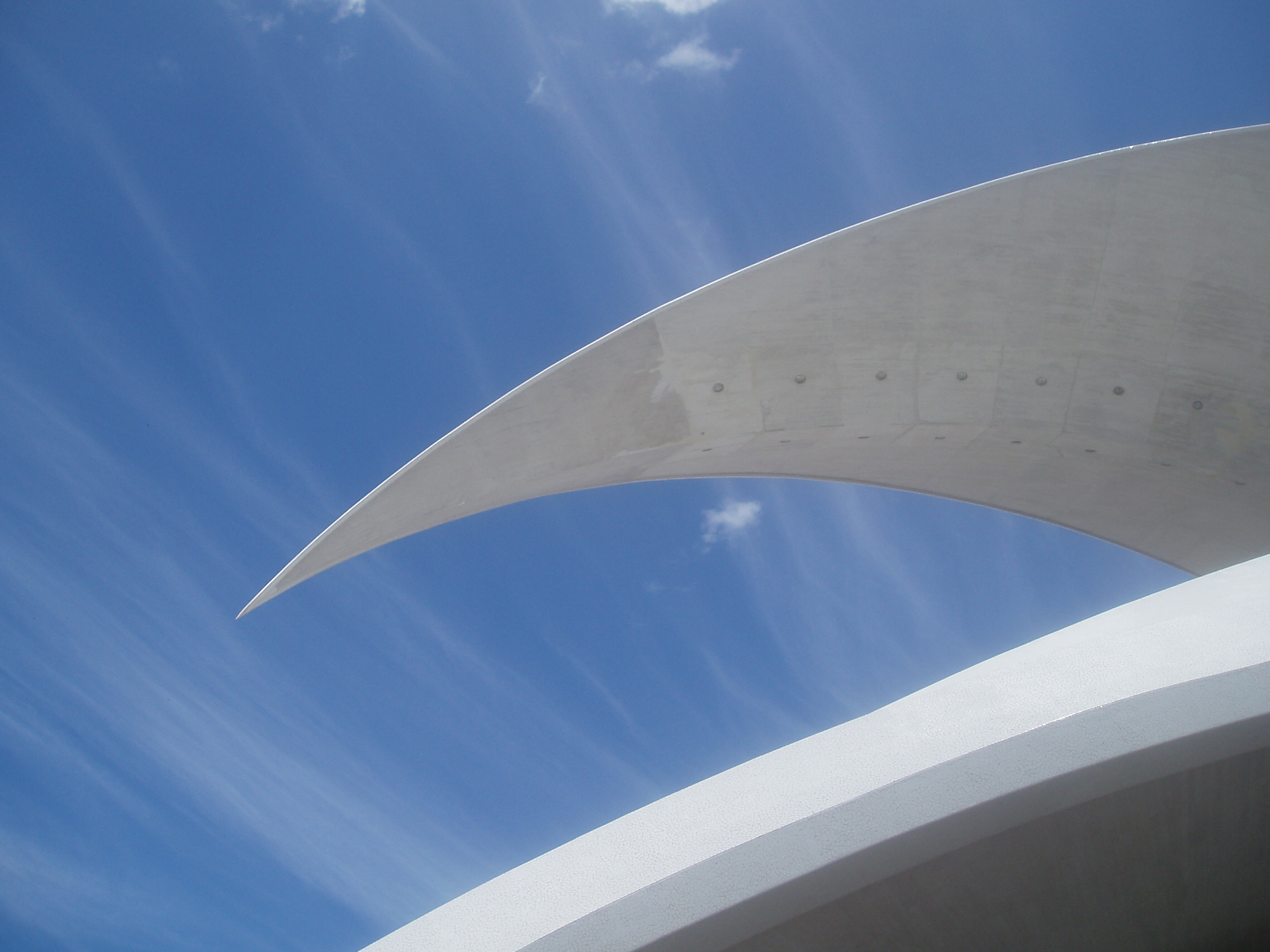
Арка Аудиторио.
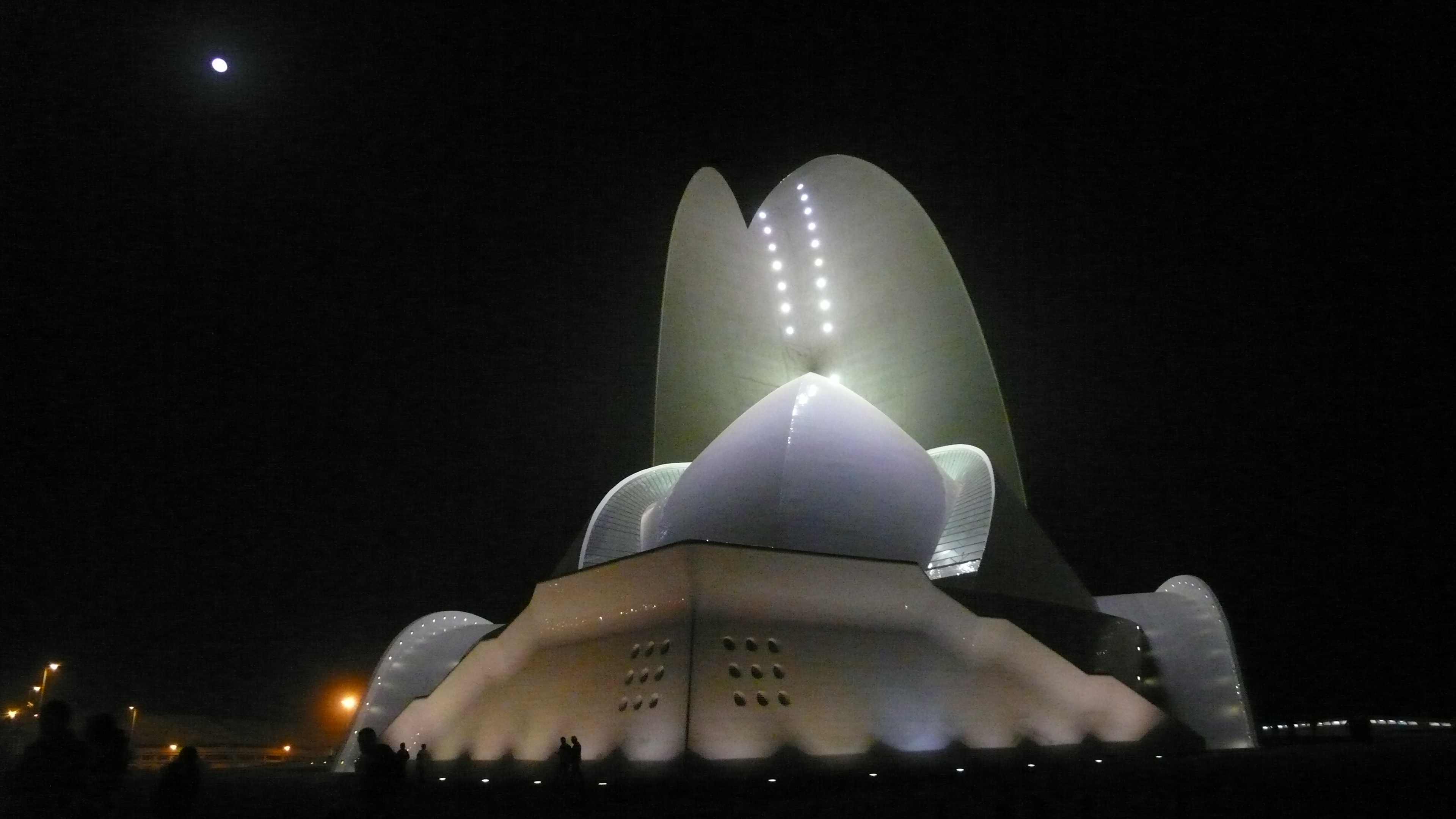
Освещение здания оперы ночью.